# Roberto de Visiani
Roberto de Visiani (Šibenik, 9 de Abril de 1800 — Pádua, 4 de Maio de 1878), em croata Robert Visiani, foi um botânico, naturalista e literato italiano, de origem dálmata, considerado um dos fundadores do estudo da moderna botânica em Itália. 

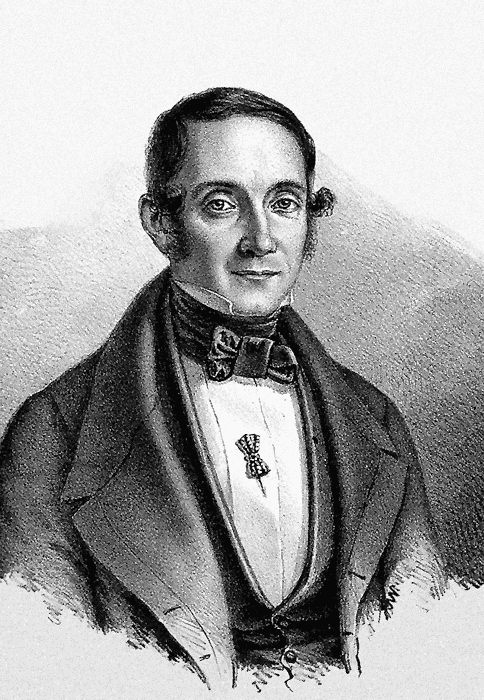
Litografia de Antonio Rochini

## Biografia
Roberto de Visiani era filho de um médico de origem francesa. Realizou os seus primeiros estudos em Espalato (hoje Split). Em 1817 ingressou na Faculdade de Medicina da Universidade de Pádua, cujo cursos concluiu em 1822.
Iniciou a sua carreira como assistente do Dr. Giuseppe Bonato (1753–1836). Ao mesmo tempo practicou medicina em Kotor, Drniš e em Budva. Nesse período inicia a recolha de flora, elementos que posteriormente utilizou para publicar acerca da flora dálmata. 
Quando Bonato faleceu, ocupou a partir de 4 de Março de 1837 a cátedra de Botânica, que acumulou com o cargo de curador do Jardim Botânico de Pádua. Manteve o cargo de professor em Pádua até 17 de maio de 1877, um ano antes do seu falecimento.
O seu labor científico centrou-se no estudo da flora da Dalmácia e da Sérvia.
Em sua honra, Augustin-Pyrame de Candolle em 1844 atribuiu o nome genérico Visiania (hoje sinónimo de Ligustrum da família das oleáceas) a um novo género. Em 1844 o botânico italiano Guglielmo Gasparrini criou o género  Visiania na família Moraceae, mas o género foi considerado homónimo e por isso inválido de acordo com as regras da ICBN.

## Publicações
Entre outras, Roberto de Visiani é autor das seguintes publicações:
- Stirpium dalmaticarum specimen. 1826. Padua
- Plantae quaedam Aegypti ac Nubiae enumeratae. 1836. Padua
- Semina Horti Patavini anno 1840 collecta quae commutanda exhibentur. A catalogue. 1840
- Flora Dalmatica : sive enumeratio stirpium vascularium, quas hactenus in Dalmatia lectas et sibi observatas descripsit, digessit, rariorumque iconibus illustravit. 1842–1852. Ed. F. Hofmeister. Leipzig
- Relazione critica di un'opera sopra le piante fossili dei terreni terziani del Vicentino, del dott. A. Massalongo. 1852
- Delle Benemerenze de'Veneti nella Botanica. Discorso. 1854
- Plantae serbicae rariores aut novae. 1862, 1864, 1870. Venedig. Con Joseph Pančić (1814–1888)
- Di due nuovi Generi di Piante Fossili. Nota. 1869
- Florae Dalmaticae supplementum alterum adjectis plantis in Bosnia, Hercegovina et Montenegro Crescentibus. 1872, 1877, 1882. Venedig